# Eustis (Florida)
Eustis es una ciudad situada en el condado de Lake, Florida, Estados Unidos. Tiene una población estimada, a mediados de 2023, de 24 457 habitantes.

## Geografía
La localidad está ubicada en las coordenadas 28°51′26″N 81°40′37″O / 28.85722, -81.67694 (28.857172, -81.676824). Según la Oficina del Censo, tiene una superficie total de 35.06 km², de los cuales 30.18 km² corresponden a tierra firme y 4.88 km² están cubiertos de agua.

## Demografía
Según el censo de 2020, en ese momento la ciudad tenía una población de 23 189 habitantes. La densidad de población era de 768.36 hab./km².
|                        | Núm.   | Porc.  |
| ---------------------- | ------ | ------ |
| Blancos                | 15 179 | 65.46% |
| Afroamericanos         | 3855   | 16.62% |
| Amerindios             | 90     | 0.39%  |
| Asiáticos              | 329    | 1.42%  |
| Isleños del Pacífico   | 15     | 0.06%  |
| De otras razas         | 1360   | 5.86%  |
| De una mezcla de razas | 2361   | 10.18% |

Del total de la población, el 16.96% eran hispanos o latinos de cualquier raza.